# Clivia miniata
Clivia miniata, o msimplement clívia, és una espècie de planta amb flor herbàcia, rizomatosa que pertany al gènere clivia i a la família Amaryllidaceae originària de Sud-àfrica.

## Etimologia
El nom genèric deriva del de Charlotte Florentia Clive, duquessa de Northumberland.

## Descripció
Arriba fins als 50 cm d'altura a l'ombra d'arbres i d'arbustos. De fulles planes, gruixades, trenades i acintades, fa flors vermelloses o ataronjades, amb una feble i molt dolça fragància. També es poden trobar espècimens en el mercat de flors blanques i grogues. Els seus fruits comprenen diverses baies verdes agrupades en la inflorescència de la vara floral, que es tornen vermelloses quan estan completament madures.
- Prof. i espaiament: planta amb la corona a dalt de la superfície del sòl i 3 dm entre si
- Reg: moderat a la primavera i tardor, 1 vegada per setmana i, a l'estiu, d'1 a 3 vegades per setmana, molt escàs o fins i tot innecessari a l'hivern.
- Tolerància a fred: ha de protegir-se de gelades – una coberta, alers d'una casa, o densa canòpia arbòria, són usualment suficients per a –5 °C; però perd les fulles a -2 °C, resisteix fins a -7 °C, i rebrota a la primavera.
- Floració: primavera a estiu, a parir del tercer o quart any des de la germinació de la llavor. De plançons molt abans.
- Sòl: Porós i permeable i amb un bon drenatge, amb un pH de 5,5-6,5 .
- Exposició: semiombra a plena ombra. Mai llum solar directa, sobretot durant l'estiu. Molt popular com a planta d'interior.
- Clima: fresc a subtropical.
- Poda: No en requereix, excepte llevar fulles i les vares florals marcides.
  - Fertilitzant: Disminuir d'un 25 a un 50% (la meitat) la quantitat indicada pel fabricant, però aplicant-lo regularment des de principis de primavera fins a mitjan estiu.
- Propagació: per llavor, o reproducció asexual a través de plançons que apareixen al voltant de la planta mare.

## Sinonímia
- Imantophyllum miniatum (Lindl.) Hook. (1854).
- Vallota miniata Lindl. (1854).
- Imatophyllum miniatum (Lindl.) Groenl. (1859).
- Clivia sulphurea Laing (1858).
- Imatophyllum atrosanguineum F.N.Williams (1888).[3]

## Galeria

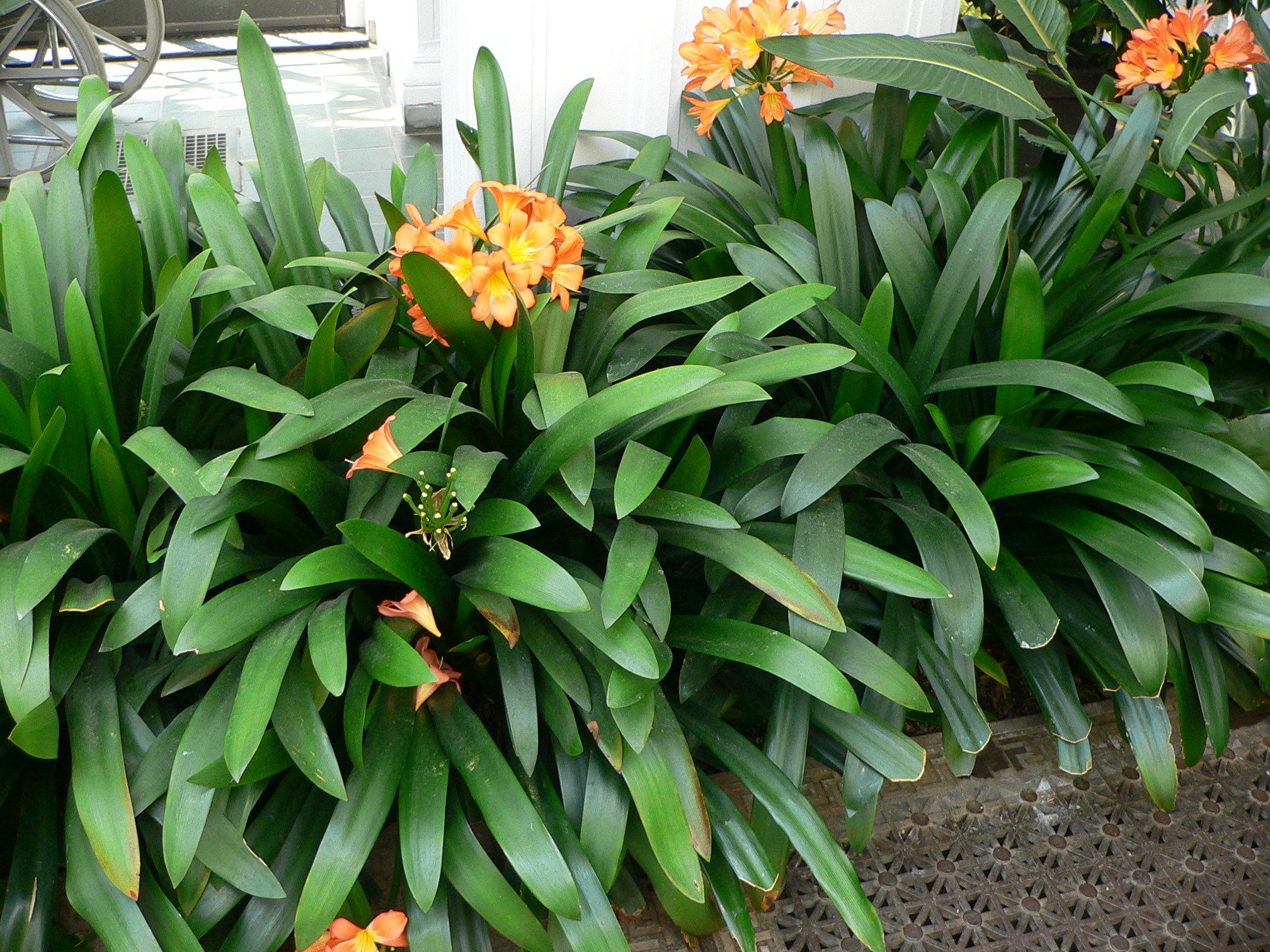
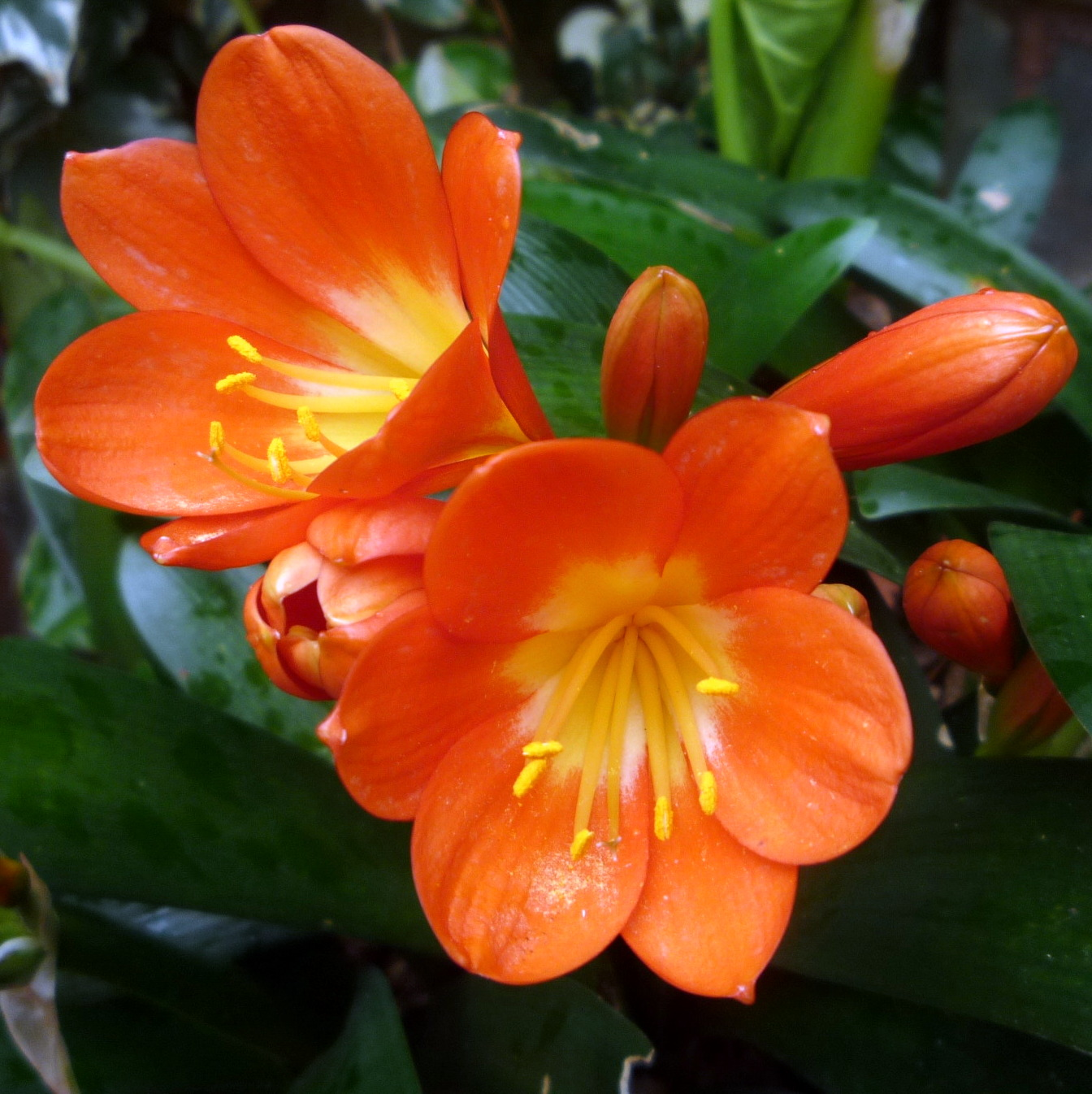
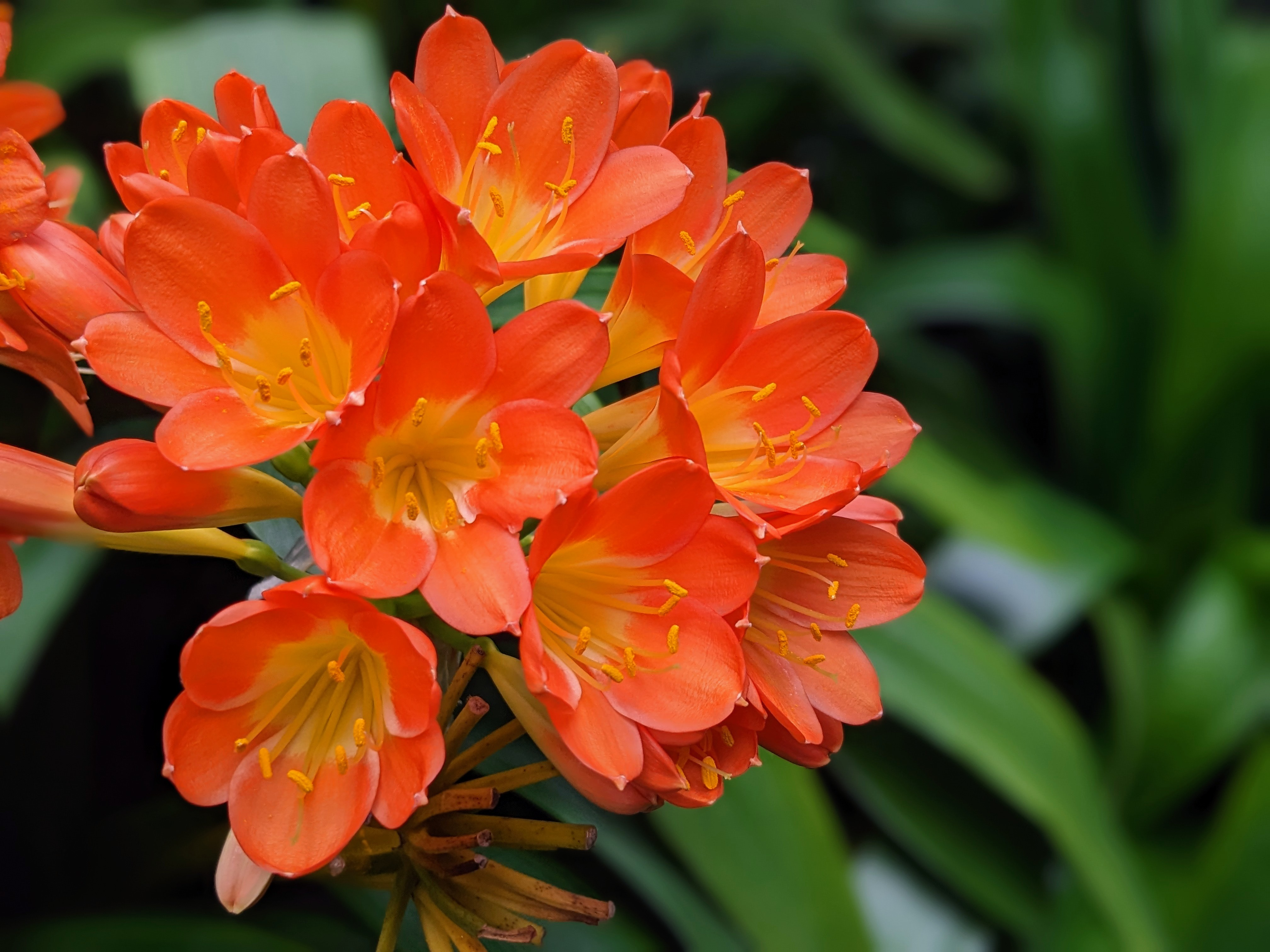
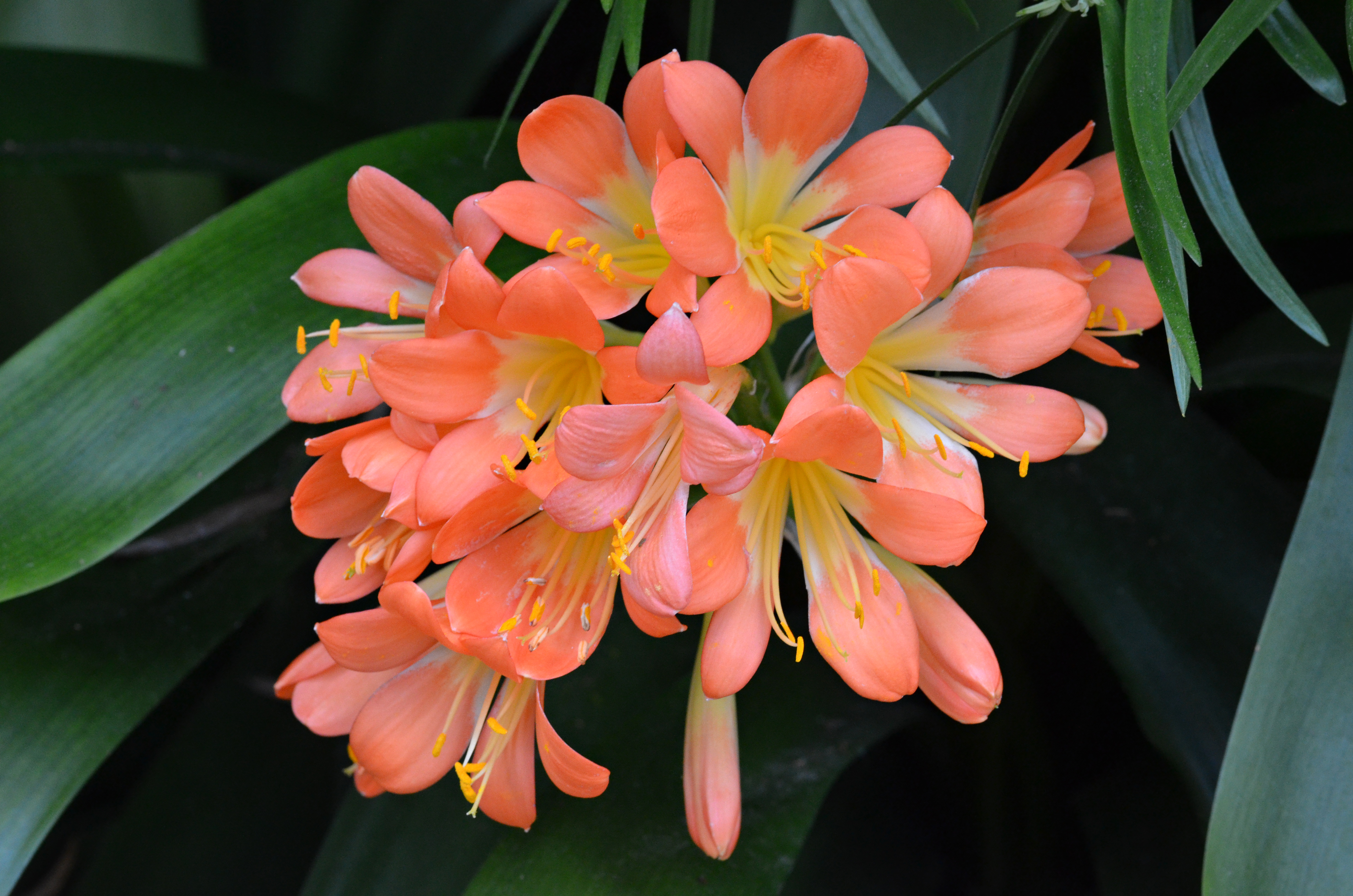
Forma amb les flors taronges
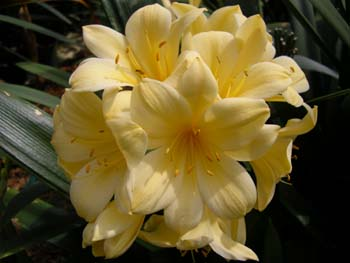
Clivia miniata var. citrina
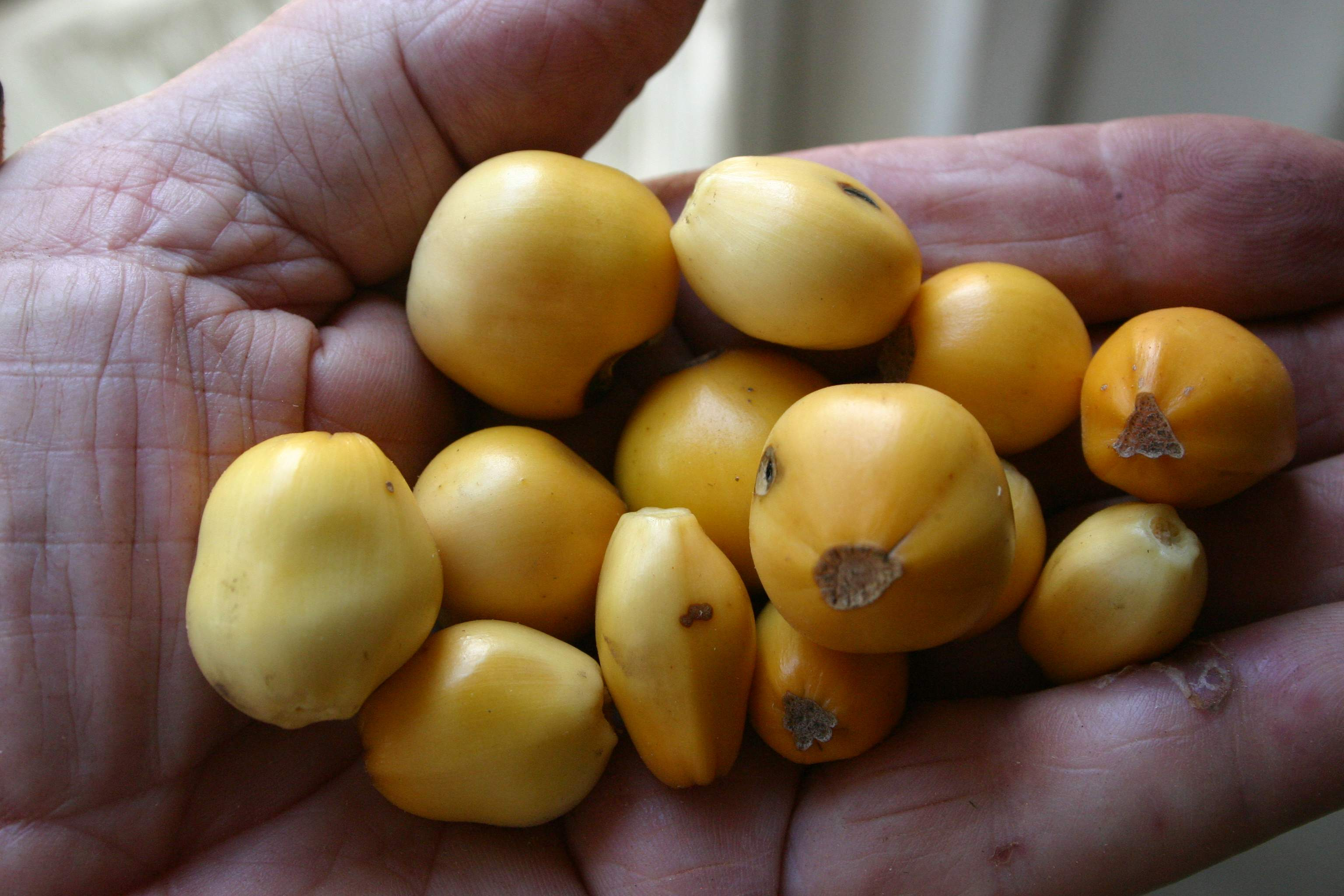
Clivia miniata var. citrina (fruit)
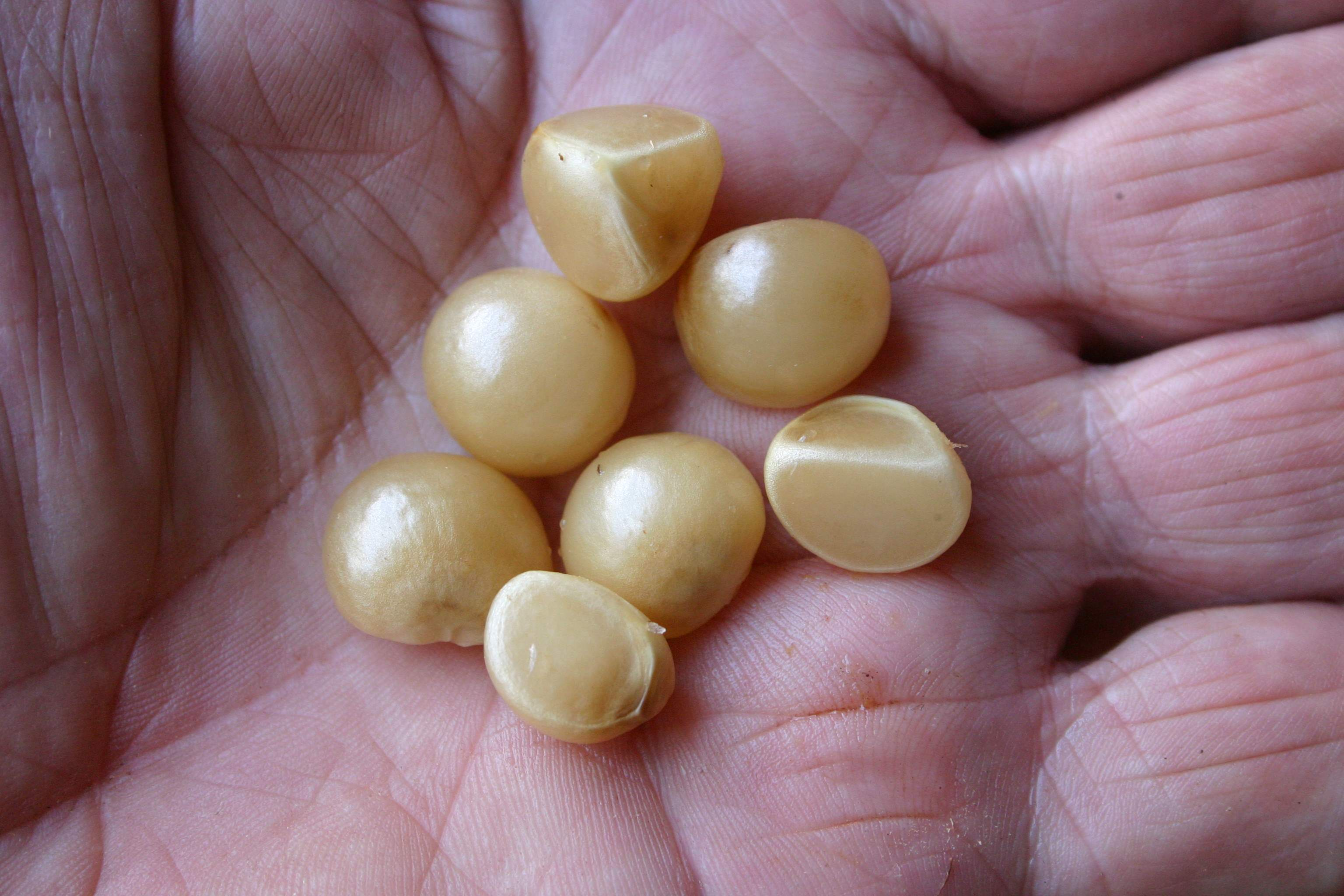
Clivia miniata var. citrina (llavor)
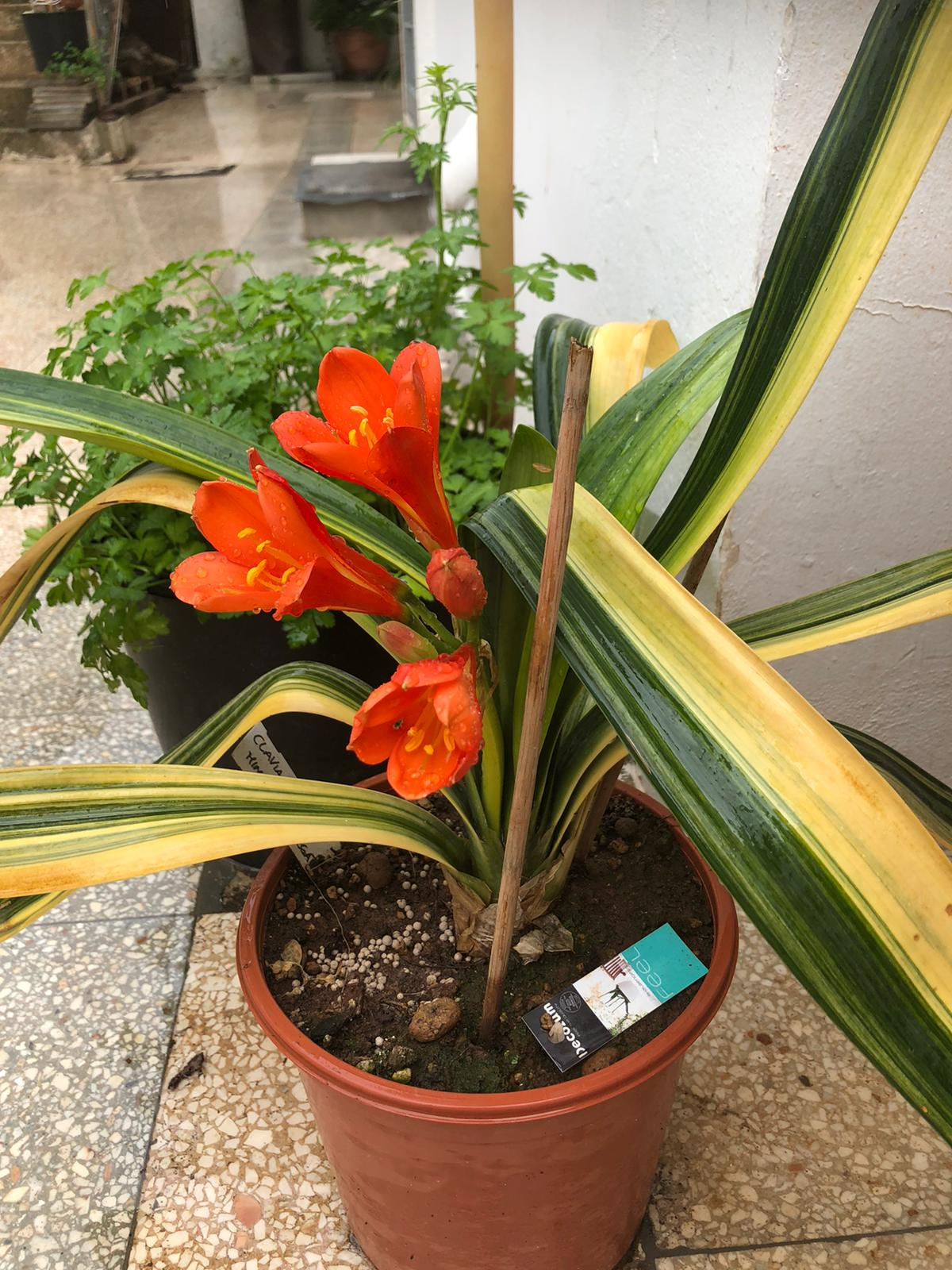
Clivia miniata variegata